# Renault Temis
Renault Temis war eine Traktor-Baureihe des Herstellers Renault Agriculture, der ehemaligen Traktorensparte des französischen Automobilherstellers Renault, die von 2000 bis 2004 produziert wurde. Ende 1999 löste die Temis-Baureihe mit vier Modellen die TX-Baureihe ab. Das Einstiegsmodell verfügte als einziges über einen Motor von John Deere. Die anderen drei Modelle wurden mit IVECO-Motoren ausgestattet.

## Varianten
Renault Temis wurde in folgenden Modellen gebaut:
| Modell              | Motor              | Motorleistung in kW (PS) | Bauzeit   |
| ------------------- | ------------------ | ------------------------ | --------- |
| Renault Temis 550 X | Vierzylindermotor  | 72 (98)                  | 2001–2003 |
| Renault Temis 610 Z | Sechszylindermotor | 77 (105)                 | 2001–2003 |
| Renault Temis 610 X | Sechszylindermotor | 77 (105)                 | 2001–2003 |
| Renault Temis 630 Z | Sechszylindermotor | 95 (129)                 | 2001–2003 |
| Renault Temis 630 X | Sechszylindermotor | 95 (129)                 | 2001–2003 |
| Renault Temis 650 Z | Sechszylindermotor | 113 (154)                | 2001–2003 |
| Renault Temis 650 X | Sechszylindermotor | 113 (154)                | 2001–2003 |

Alle Modelle waren ausschließlich mit Allradantrieb verfügbar.